# Gutów Mały
Gutów Mały – wieś w Polsce położona w województwie łódzkim, w powiecie piotrkowskim, w gminie Grabica. Razem z Gutowem Dużym tworzy sołectwo Gutów.
W latach 1975–1998 miejscowość administracyjnie należała do województwa piotrkowskiego.
Gutów Mały leży 26 km na południowy wschód od Łasku, 21 km na północny zachód od Piotrkowa Tryb. i również 21 km na północny wschód od Bełchatowa.
Miejscowość typowo rolnicza, rozwinięta produkcja trzody chlewnej oraz w mniejszym stopniu mleka.
Do 1992 roku istniała w Gutowie Małym rolnicza spółdzielnia produkcyjna zatrudniająca kilkanaście osób. Po jej likwidacji teren wraz z całym parkiem maszynowym kupił Antoni Ptak. W magazynach powstała hurtownia papierosów oraz uruchomiono produkcję kostki brukowej.
W 2004 teren został wyrównany i powstały 4 pełnowymiarowe boiska do gry w piłkę nożną. Później został również wybudowany hotel a cały kompleks nazwano Centrum Piłkarskim Ptak, gdzie trenowała należąca wtedy do Antoniego Ptaka drużyna klubu Pogoń Szczecin. Treningi i pobyt drużyny ze Szczecina wzbudzały niezadowolenie kibiców i piłkarzy tego klubu. Nieczęsto się zdarza aby drużyna trenowała i mieszkała niemal 500 km od rodzimego stadionu.
W ośrodku Ptaka w Gutowie Małym trenują drużyny Ekstraklasy (tylko w rundzie jesiennej sezonu 2007/08 były to: PGE GKS Bełchatów, Groclin Dyskobolia Grodzisk Wlkp., Górnik Zabrze, Jagiellonia Białystok, Zagłębie Lubin, Korona Kielce, ŁKS Łódź, Odra Wodzisław Śląski, Polonia Bytom, Ruch Chorzów, Zagłębie Sosnowiec, Widzew Łódź) a także juniorzy Piotrcovii oraz gminnej drużyny MKS Grabka Grabica.